# Transparente (álbum de Litzy)
Transparente es el nombre del álbum debut como solista de la de la cantante mexicana de pop latino Litzy, exintegrante del grupo Jeans. Fue lanzado al mercado en 1998 incluyendo principalmente los temas: "No Te Extraño", "Quisera Ser Mayor", "Volar" y "¿Dónde Se Esconden Los Duendes?"… 
Dicho álbum fue certificado como disco de oro. A la par de su carrera de cantante, Litzy participó en la telenovela mexicana DKDA y aunque tuvo que abandonar la serie por motivos de salud, obtuvo el Premio Eres como Actriz Revelación. Para la telenovela se realizó una banda sonora, en la que participó con dos temas: "Llega La Vida" y "Soy Tuya".

## Lista de canciones
| N.º | Título                          | Escritor(es)                              | Duración |  |
| 1.  | «Camuflaje»                     | A. Armando María Morin                    | 3:35     |  |
| 2.  | «Quiero Volver»                 | DJ Kako, E. Posada, Sergio Pérez          | 3:41     |  |
| 3.  | «No Te Extraño»                 | María Morin                               | 3:22     |  |
| 4.  | «Quisiera Ser Mayor»            | I.C. Monroy, O. Lara, Raúl Ornelas        | 3:09     |  |
| 5.  | «Romeo y Julieta»               | A. Armando María Morin                    | 3:37     |  |
| 6.  | «Volar»                         | DJ Kako, E. Posada, Josep Llado, M. Pérez | 3:18     |  |
| 7.  | «Como Tus Ojos»                 | A. Armando María Morin                    | 3:50     |  |
| 8.  | «Donde Se Esconden Los Duendes» | C. Lazcano, M. Luna                       | 3:34     |  |
| 9.  | «Tonto Corazón»                 | Reyli Barba                               | 3:15     |  |
| 10. | «Olvidame»                      | Eduardo Posada                            | 3:16     |  |
| 11. | «Dame Un Beso»                  | E. Posada, Josep Llado, M. Pérez          | 3:29     |  |
| 12. | «Marchate»                      | A. Rubio, E. Posada                       | 4:09     |  |

- Datos: Q6151707